# الهجرة (شبام كوكبان)

تعديل مصدري - تعديل

الهجرة هي إحدى قرى عزلة الأهجر بمديرية شبام كوكبان التابعة لمحافظة المحويت، بلغ تعداد سكانها 445 نسمة حسب تعداد اليمن لعام 2004.